# ブルーバック (SS-326)
ブルーバック (USS Blueback, SS-326) は、アメリカ海軍の潜水艦。バラオ級潜水艦の一隻。艦名は漠然と「青い背」を意味し、多種多様な魚の修飾語・通称である。アメリカ公文書は、ギンザケやベニザケの通称を示唆している。

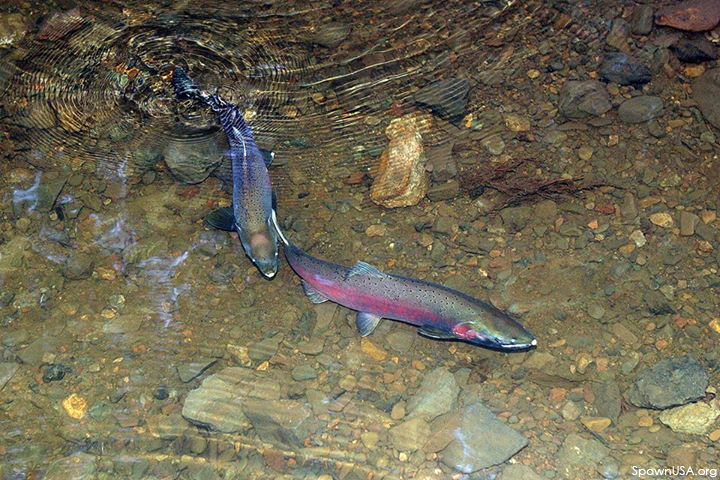
ギンザケ（通称Blueback）

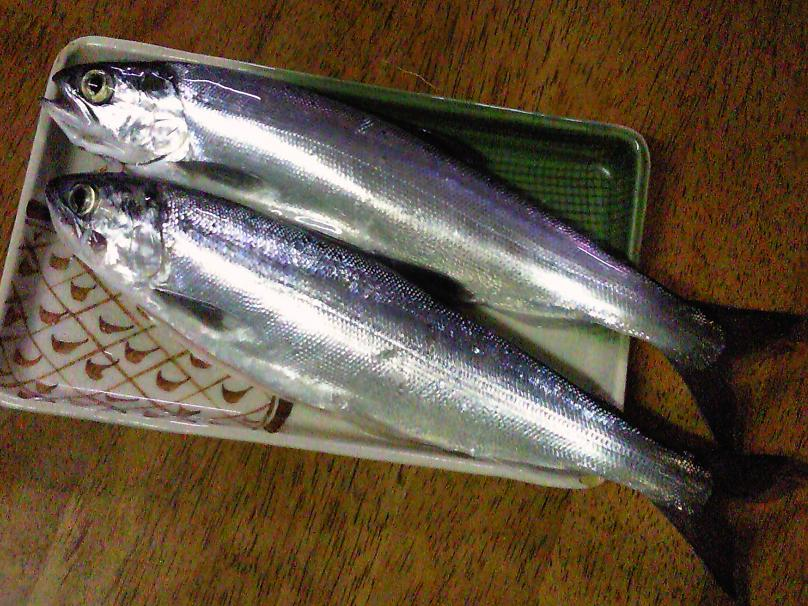
ベニザケ陸封型（ヒメマス）（通称Blueback）

## 艦歴
ブルーバックは1943年7月29日にコネチカット州グロトンのエレクトリック・ボート社で起工した。1944年5月7日にウィリアム・ブレント・ヤング少将の夫人によって命名、進水し、8月28日に艦長メリル・K・クレメントン少佐（アナポリス1933年組）の指揮下就役する。ブルーバックは11月21日に真珠湾に到着した。

### 哨戒
12月16日、ブルーバックは最初の哨戒で東シナ海、南西諸島方面および南シナ海に向かった。しかし、この哨戒では戦果を挙げることはなかった。1945年2月15日、ブルーバックは61日間の行動を終えてスービック湾に帰投した。

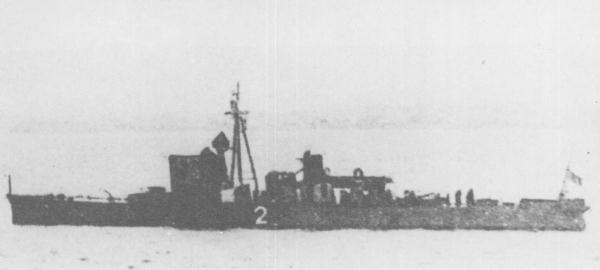
第2号駆潜艇（1934年）

3月4日、ブルーバックは2回目の哨戒で南シナ海に向かった。この哨戒では、インドシナ半島沖で3月12日、3月22日、3月30日の3度にわたって日本のスクーナー群を退治した。4月17日、ブルーバックは44日間の行動を終えてフリーマントルに帰投した。
5月12日、ブルーバックは3回目の哨戒でジャワ海方面に向かった。5月21日と28日、6月3日にジャワ島沿岸部で漁船やスクーナーを撃ち沈めたほか、6月27日には南緯07度25分 東経116度00分 / 南緯7.417度 東経116.000度のロンボク海峡北方で第2号駆潜艇を撃沈。7月9日と15日にも小船を砲撃で撃沈した。7月20日、ブルーバックは62日間の行動を終えてスービック湾に帰投した。

### 戦後
戦争が終わると、ブルーバックはスービック湾を出航し、9月4日にグアムアプラ港に到着、11月28日まで訓練演習に従事した。その後、カロリン諸島およびアドミラルティ諸島への巡航後、12月15日にグアム島に帰還する。1946年1月12日にカリフォルニア州サンディエゴに向けて出航、サンディエゴ到着後から8月26日まで西海岸に留まった。続いて極東への巡航を行い、真珠湾、トラック諸島、スービック湾、青島および上海を訪問し、11月29日にサンディエゴに帰還した。1947年2月17日から4月4日まで再び真珠湾へ巡航し、その後カリフォルニア州沖合で沿岸作戦活動および定期訓練を1948年3月まで継続した。
ブルーバックは第二次世界大戦の戦功で2個の従軍星章を受章した。

### トルコ海軍で
1948年3月4日にブルーバックは西海岸を出航し、ニューロンドンを経由して地中海に向かった。1948年5月11日にトルコのイズミルに到着し、5月23日に退役、トルコ海軍に移管された。ブルーバックはイキンジ・イノニュ (TCG 2. İnönü, S 331) と改名された。艦名はトルコ革命における第二次イノニュの戦いに因んだもので、その名を持つ艦としては2隻目であった。